# Kečkemet
Kečkemet, Kečkemit (mađ. Kecskemét) je grad u istočnoj središnjoj Mađarskoj. Nalazi se u središtu Male Kumanije (mađ. Kiskunság). 

## Ime
Kečkemetu ime dolazi od mađarske riječi za kozu, kecske.

## Zemljopisne osobine
Površine je 53,18 km četvornih. Nalazi se na 46°54'22" sjeverne zemljopisne širine i 19°41'23 istočne zemljopisne dužine, u regiji Južni Alföld. Površine je 321,36 km četvornih.

## Upravna organizacija
Upravno je sjedište Bačko-kiškunske županije i kečkemetske mikroregije. Grad je sa županijskim pravima. 
Poštanski broj je 6000. 

## Promet
Važno je željezničko čvorište. Prema jugozapadu vodi željeznička prometnica Fülöpszállás – Kečkemet.

## Stanovništvo
U Kečkemetu živi 109.847 stanovnika (2007.).
2001. je imao 107.267 stanovnika. Stanovnici su po narodnosnom sastavu:

- Mađari 95%
- Romi 0,8%
- Nijemci 0,4%
- ostali (Hrvati...)

Romi imaju svoju manjinsku samoupravu od 1994. 19. ožujka 2007. je u Kečkemetu je održana osnivačka sjednica Županijske hrvatske manjinske samouprave., a u Kečkemetu postoji i njemačka manjinska samouprava, čija je predsjednica Rozalia Neundorf.

### Poznate osobe
- András Gáspár (1804. – 1884.), mađarski general
- János Hornyik (1812. – 1885.), mađ. povjesničar
- József Katona (1791. – 1830.), pisac
- László Kelemen (1760. – 1814.), predsjednik prvog mađ. kazališta
- Zoltán Kodály (1882. – 1967.), mađ. skladatelj, filozof
- Kálmán Latabár (1902. – 1970.), glumac, komičar

## Gradovi prijatelji
- Aomori
- Hyvinkää
- Rüsselsheim
- Coventry
- Dornbirn
- Targu Mures
- Tekirdağ
- Galánta
- Lidköping
- Simferopol
- Berehove
- Arcueil
- Nahariya
- Viborg